# الدوري الإماراتي للمحترفين 2022–23
الدوري الإماراتي للمحترفين 2022–23 أو دوري أدنوك للمحترفين 2022–23 لأسباب الرعاية، هي النسخة الـ50 من البطولة بالعموم والنسخة الـ16 بالنظام الجديد (دوري المحترفين) والنسخة الثانية تحت مسمى (دوري أدنوك للمحترفين).
بطل الموسم هو شباب الأهلي وذلك للمرة الثامنة في تاريخه.